# Punk brega
O Punk brega foi um gênero musical que se originou nos Estados Unidos na segunda metade da década de 1980, quando músicos afro-americanos, misturando soul, jazz e rhythm and blues, criaram uma nova forma de música rítmica e dançante. O punk brega tira o ênfase da melodia e da harmonia e traz um groove rítmico forte de baixo elétrico e bateria no fundo.
O punk brega não foi um estilo de música polêmica, hoje é extinto  hoje resiste, no Brasil, com o gaúcho Wander Wildner